# Нико Стругар
Нико Стругар (Горњи Цеклин, код Цетиња, 15. мај 1901 — Београд, 15. јул 1962) био је учесник Народноослободилачке борбе, пуковник ЈНА и народни херој Југославије.

## Биографија
Рођен је 15. маја 1901. године у селу Горњем Цеклину, код Цетиња. Након завршене основне школе у родном месту, уписао је гимназију на Цетињу, али је почетком Првог светског рата 1914. године прекинуо школовање. По завршетку рата се запослио као поштански службеник, а касније је радио у Рибарском задругарству у Ријеци Црнојевића.
У међуратном периоду, Нико је био опозиционо опредељен и активно је учествовао у политичкој борби против режима Краљевине Југославије. Иако није био комуниста, учествовао је 26. јуна 1936. године у великим демонстрацијама на Белведеру, код Цетиња, када је жандармерија пуцала у демонстранте. Том приликом је био међу ухапшеним демонстрантима.
Као војник Југословенске војске учествовао је у Априлском рату 1941. године, а након капитулације је избегао заробљавање и вратио се у родни крај. Овде се повезао са организаторима устанка и радио на његовој примпреми. У Тринаестојулском устанку је учествовао у нападу на Италијане на путу између Цетиња и Ријеке Црнојевића. Пошто се у првим борбама истакао храброшћу, био је изабран за старешину групе партизана у Горњем Цеклину, а касније командир вода је у Цеклинско-ријечкој чети Ловећенског батаљона, са којим је 1. децембра 1941. године учествовао у нападу на Пљевља.
После повратка из Санџака, био је изабран за командира Горњоцеклинске партизанске чете у саставу батаљона „13. јул” Ловћенског партизанског одреда. По наредби Штаба одреда, почетком фебруара 1942. године, повео је своју чету према Бјелопавлићима, али се код Даниловграда сукобио са италијанском војском и првом колаборационистичком групом националиста. Месец дана касније, постављен је за команданта партизанског Ударног батаљона, с којим се у Братоножићима борио против националиста и италијанске војске. Како се у то време смањило бројно стање свих партизанских јединица у Црној Гори, Нико Стугар је језгро свог батаљона довео у Горње Поље, код Никшића где се тада налазио Главни штаб партизанских одреда за Црну Гору и Боку. Овде је био одређен за командира самосталне Ловћенске чете, с којим је непосредно располагао Главни штаб Црне Горе, а тада је био и примљен у чланство Комунистичке партије Југославије (КПЈ).
Након формирања Четврте црногорске пролетерске ударне бригаде, 17. јуна 1942. године, био је постављен за команданта њеног Другог батаљона. Са овом бригадом је учествовао у свим борбама током похода пролетерских бригада у Босанску крајину и каснијем дејству бригаде у Босни и Далмацији. Његов батаљон се 2. марта 1943. године посебно истакао у борбама на Вилића гувну, у тежишту одбране целокупне Главне оперативне групе Врховног штаба НОВ и ПОЈ, која је одолевала нападу немачке 717. дивизије и Пете усташке бригаде из правца Бугојна према Прозору. За успехе постигнуте у борбама у одбрани долине Прозора, где су се прикупљали партизански рањеници, Врховни командант НОВ и ПОЈ Јосип Броз Тито је за храброст и издржљивост похвалио борце Четврте црногроке пролетерске и Треће крајишке бригаде. Између осталог, у овој похвали се помиње и Нико Стругар:
| „ | Изражавам своје признање и захвалност, такође, команданту Другог батаљона Четврте црногорске пролетерске бригаде, другу Нику Стругару, који је у овој тешкој и крвавој борби, као и свим досадашњим бојевима, показао велику храброст, хладнокрвност и јунаштво. | ” |

После преласка Главне оперативне групе преко Неретве и Дрине, Нико Стругар је, као заменик команданта Четврте пролетерске бригаде, командовао групом батаљона која се 1. и 2. маја 1943. године, успешно борила против јаке италијанске посаде на Јаворку, када је отворен пут партизанском продору према Никшићу и Подгорици. Група батаљона, под његовом командом је у борби код Биоча, код Подгорице, 15—17. маја 1943. уништила цео италијански 383. пук. Као заменик команданта Четврте црногорске пролетерске бригаде, истакао се борбама током битке на Сутјесци, затим у борбама на Озрену у источној Босни, а по повратку бригаде у Црну Гору, при ослобођењу и одбрани Колашина, од 27. септембра до 5. октобра 1943. године, као и принуђивању италијанске дивизије „Венеција” да пређе на страну НОВ и ПОЈ.
Маја 1943. године, када су уведени први официрски чинови у НОВЈ добио је чин мајора, а новембра исте године је био унапређен у чин потпуковника. У новембру и децембру 1943. године, Нико је командовао групом батаљона која је продрла у стару Црну Гору и врло успешно нападала немачке јединице и четнике између Цетиња и Подгорице, и дубље преко Црмнице према Црногорском приморју. За команданта Седме црногорске омладинске бригаде постављен је 30. децембра 1943. године. Под његовом командом, бригада је 1944. године постигла запажене успехе, од којих су се нарочито истичу ослобођење Берана, 5. маја, и разбијање језгра четничких снага на Крнову, северно од Никшића, 25. августа.
Почетком 1945. године, послат је на школовање у Совјетски Савез, а после завршетка једногодишње Официрске школе у Москви, постављен је за команданта Шесте црногорске дивизије Корпуса народне одбране Југославије (КНОЈ), са седиштем Штаба у Беранама. Премештен је, затим, за команданта Четврте београдке дивизије Корпуса народне одбране, са седиштем Штаба у Новом Саду. С ове дужности је био премештен у Тузлу, за команданта Шесте кордунашке дивизије. Од 1950. до 1952. је похађао Вишу војну академију ЈНА, а након њеног завршетка је био постављен на дужност начелника Одељења предвојничке обуке у Првој армијској области. Пензионисан је 1956. године у чину пуковника.
Након пензионисања био је активан у друштвеном и политичком раду. Умро је 15. јула 1962. у Београду, а сахрањен је у Гробници народних хероја у Титограду.
Носилац је Партизанске споменице 1941. и других југословенских одликовања, међу којима су — Орден партизанске звезде првог реда, Орден братства и јединства првог реда, Орден партизанске звезде другог реда и Орден за храброст. Орденом народног хероја одликован је 20. децембра 1951. године.